# Paul Kilderry
Paul Kilderry (ur. 11 kwietnia 1973 w Perth) – australijski tenisista.

## Kariera tenisowa
Karierę tenisową zainaugurował w roku 1992. W grze pojedynczej najlepszym wynikiem Australijczyka jest zwycięstwo w zawodach kategorii ATP Challenger Tour w Perth z grudnia 1999 roku, po pokonaniu w finale Dejana Petrovicia.
W grze podwójnej Kilderry wygrał 3 turnieje wchodzące w skład cyklu ATP World Tour, triumfując najpierw w 1996 roku na nawierzchni trawiastej w Rosmalen (z Pavelem Víznerem), rok później w Amsterdamie (z Nicolásem Lapenttim) oraz w 2000 roku w Los Angeles (z Sandonem Stollem). Ponadto Australijczyk był 2–krotnym finalistą rozgrywek ATP World Tour, w Newport z 1995 roku (w parze z Nunem Marquesem) oraz 1996 roku (z Michaelem Tebbuttem).
W 2002 zakończył karierę tenisową. Najwyżej sklasyfikowany w rankingu singlistów był na 138. miejscu w połowie kwietnia 1995, natomiast w zestawieniu deblistów pod koniec lipca 1996 był na 67. pozycji.

### Finały w turniejach ATP World Tour
| Legenda                                      |
| -------------------------------------------- |
| Wielki Szlem                                 |
| Igrzyska olimpijskie                         |
| Tennis Masters Cup / ATP Finals              |
| ATP Masters Series / ATP Tour Masters 1000   |
| ATP International Series Gold / ATP Tour 500 |
| ATP International Series / ATP Tour 250      |

#### Gra podwójna (3–2)
| Końcowy wynik | Nr | Data            | Turniej     | Nawierzchnia | Partner          | Przeciwnicy                         | Wynik finału  |
| ------------- | -- | --------------- | ----------- | ------------ | ---------------- | ----------------------------------- | ------------- |
| Finalista     | 1. | 16 lipca 1995   | Newport     | Trawiasta    | Nuno Marques     | Jörn Renzenbrink Markus Zoecke      | 1:6, 2:6      |
| Zwycięzca     | 1. | 16 czerwca 1996 | Rosmalen    | Trawiasta    | Pavel Vízner     | Anders Järryd Daniel Nestor         | 7:5, 6:3      |
| Finalista     | 2. | 14 lipca 1996   | Newport     | Trawiasta    | Michael Tebbutt  | Marius Barnard Piet Norval          | 7:6, 4:6, 4:6 |
| Zwycięzca     | 2. | 3 sierpnia 1997 | Amsterdam   | Ceglana      | Nicolás Lapentti | Andrew Kratzmann Libor Pimek        | 3:6, 7:5, 7:6 |
| Zwycięzca     | 3. | 30 lipca 2000   | Los Angeles | Twarda       | Sandon Stolle    | Jan-Michael Gambill Scott Humphries | walkower      |